# Vera Romanić
Vera Romanić (Graz, 13. travnja 1914. – Zagreb, 21. kolovoza 1993.), hrvatska atletičarka. Natjecala se za Kraljevinu Jugoslaviju.
Natjecala se na Olimpijskim igrama 1936. u utrci na 100 metara. Nastupila je u prednatjecanju.
Bila je članica zagrebačkog HAŠK-a.